# Gom
Pour les articles homonymes, voir Gom.
Gom est un village du Cameroun situé dans le département du Donga-Mantung et la Région du Nord-Ouest, à la frontière avec le Nigeria. Il fait partie de la commune de Nwa. C'est le siège d'une chefferie traditionnelle de 2e degré. 

## Démographie
Lors du recensement de 2005, 4 511 habitants y ont été dénombrés, dont 2 068 hommes et 2 443 femmes. Ceux-ci sont répartis dans les quartiers de Nkwi, Mulip, Nchak, Goh, Gip, Sang I, Sang II et Ntoh. La majorité des habitants font partie du clan Yamba, et plusieurs parlent aussi le Yamba.  

## Agriculture et élevage
L'agriculture est importante à Gom. Parmi les plantes cultivées, on trouve du maïs, des plantains, des bananes, du sorgho, des fèves, du soya, du manioc, des pommes de terre, du taro, des palmiers à huile, des papayes et des oranges. 
L'élevage est peu développé à Gom. Cependant, dans toute la commune, on élève des chèvres, des moutons, des porcs, des cochons d'Inde, des poules et des lapins.

## Géographie
Le village de Gom est entouré de hautes collines, et est situé dans un bassin formé par la confluence des rivières Massim, Maron et Marube. Le territoire est couvert de par la forêt, et on y trouve beaucoup de palmiers.

## Éducation
Il y a trois écoles primaires et une école secondaire à Gom.

### Primaire

#### GS Gom
Pendant l'été de 2011 (moment où les données ont été recueillies), 273 élèves fréquentaient GS Gom, ainsi que trois maître-parents et quatre enseignants contractuels. Les équipements de salle de classe de cette école fondée en 1989 étaient 26 table-bancs. Deux bâtiment de l'école sont en bon état, quatre sont en état moyen et un autre est en mauvais état. De plus, il y a des latrines et une association parents-enseignants à GS Gom.

#### CBC Gom
C'est la seule école privée de Gom. 122 enfants y étudiaient pendant l'été 2011, tandis que deux maître-parents et sept enseignants contractuels y travaillaient. 26 table-bancs formaient les seuls équipements de salle de classe de cette école fondée en 1954. Les sept bâtiments de l'école sont en état moyen. L'école possède des latrines. Une association parents-enseignants existe.

#### GS Nkwi
Fondée en 1999, cette école comptait 88 étudiants, un maître-parent et un fonctionnaire pendant l'été de 2011. Sept table-bancs formaient les seuls équipements de salle de classe. Les quatre bâtiments de l'école sont en état moyen. L'école possède une latrine. De plus, une association parents-enseignants existe.

### Secondaire
GSS Gom a été fondée en 2010. Elle comptait 122 étudiants, huit maître-parents et un professeur contractuel pendant l'été de 2011. Aucun bâtiment n'existait encore à ce moment, mais une association parents-enseignants existait.

## Santé
Il y a un centre de santé public à Gom, Gom IHC, construit en 2004 et financé grâce à la communauté. Celui-ci est bien équipé, avec sept lits, un laboratoire, une maternité, une pharmacie, un réfrigérateur et des latrines. Par contre, le seul bâtiment du centre est en mauvais état.

## Eau et ressources énergétiques
Il n'y a pas de source d'eau potable sanitaire à Gom. Les habitants du village doivent donc s'approvisionner à des points d'eau qui pourraient contenir des pathogènes et autres produits nocifs pour la santé.
Gom, comme tous les autres villages de la commune de Nwa, n'est pas électrifié.

## Commerce
Il n'y a pas de marché à Gom.

## Transports
Gom est connecté à des routes rurales et à une route départementale. Par contre, les routes sont toutes en mauvais ou en très mauvais état. En effet, aucune route dans la commune de Nwa est pavée, et elles sont d'habitude uniquement accessible par des véhicules tout-terrains, même pendant la saison sèche.

## Travaux publics et développements futurs
Selon le Plan de Développement Communal du Conseil de Nwa, écrit dans l'optique de faire du Cameroun une économie émergente en 2035, on prévoit la complétion des projets suivants à Gom :
- construire un système d'approvisionnement en eau ;
- construire deux classe d'école maternelle, et 10 classes dans les écoles primaires ;
- construire deux classes et des latrines à GSS Gom ;
- donner 60 bancs à GS Gom ;
- aplanir et asphalter la route allant de Bom à Gom ;
- ouvrir une route allant de la ferme jusqu'au marché ;
- ouvrir une route passant par Rom, Ngong et Gom.